# Дудин, Краснослав Петрович
Краснослав Петрович Дудин — советский хозяйственный, государственный и политический деятель.

## Биография
Родился в 1929 году. Член КПСС.
С 1952 года — на хозяйственной, общественной и политической работе. В 1952—1996 гг. — мастер Тувинской строительно-монтажной
конторы, старший прораб, начальник Маргиланского строительно-монтажного управления, главный инженер строительства по освоению и ирригации Джелалабадской долины в Королевстве Афганистан, заместитель заведующего промышленно-транспортным отделом Ферганского обкома партии, второй секретарь Ферганского горкома партии, инспектор отдела организационно-партийной работы ЦК ҚП Узбекистана, управляющий строительным трестом № 11 «Высотстрой» Главташкентстроя, секретарь, второй секретарь Ташкентского горкома партии, начальник «Главташкентстроя», начальник отдела строительства и развития Национального банка внешнеэкономической деятельности Республики Узбекистан.
За архитектуру центра Ташкента (1966—1974) был удостоен в составе коллектива Государственной премии СССР в области литературы, искусства и архитектуры.
Избирался депутатом Верховного Совета Узбекской ССР 9-го, 10-го, 11-го и 12-го созывов.
Умер в Ташкенте в 1995 году, похоронен на Боткинском кладбище Ташкента.